# Kitty Lee Jenner
Kitty Lee Jenner (12 septembre 1853 - 21 octobre 1936) est une artiste, barde et écrivaine de Cornouailles,, qui contribue à la création du Cornish Gorsedh. Elle grandit en Cornouailles et étudie l'art à Londres. Elle est ensuite auteure, publiant six romans sous le nom de Katharine Lee et écrivant des livres sur le symbolisme chrétien. Elle est connue sous le nom de Mme Henry Jenner et Katharine Jenner après son mariage avec Henry Jenner en 1877.
En plus de poursuivre sa carrière d'écrivaine, Jenner travaille avec son mari sur des thèmes tels que l'art sacré et le renouveau de la langue cornique. Après être devenue barde de Gorsedd Cymru en 1904, elle prend le nom de Morvoren. Elle décède chez elle en 1936, à l'âge de 83 ans.

## Jeunesse
Katharine Lee Rawlings est née à Hayle en Cornouailles le 12 septembre 1853, fille aînée de Catherine et William Rawlings. Elle fait ses études à la maison, puis étudie à Londres à la National Art Training School (aujourd'hui Royal College of Art) à South Kensington et à la Slade School of Fine Art de Bloomsbury. Elle réalise des croquis et des aquarelles et  devient plus tard célèbre pour ses écrits.
Rawlings épouse Henry Jenner le 12 juillet 1877 et devient connue sous le nom de Kitty Jenner ou Mme Henry Jenner. Son mari correspondait avec elle depuis 1873, lorsqu'il interviewe son père à propos de la langue cornique, un sujet qui devient plus tard un intérêt de recherche majeur pour le couple. Ils passent leur lune de miel en Europe et le 21 juin 1878, Jenner donne naissance à leur unique enfant, Cecily Katharine Ysolt Jenner.

## Carrière
Jenner publie son premier roman en 1882. Il s'intitule A Western Wildflower et elle utilise le pseudonyme de Katharine Lee. Elle publie cinq autres romans, le dernier étant When Fortune Frowns: Being the Life and Adventures of Gilbert Coswarth, a Gentleman of Cornwall ; How he Fought for Prince Charles in the years 1745 and 1746, and What Befell Him Thereafter (1895). Jusqu'à ce que la renommée de son mari grandisse avec la vieillesse, sa carrière d'écrivain la rend la plus connue des deux. Jenner raconte l'histoire du soulèvement jacobite de 1745 et de la bataille de Culloden.

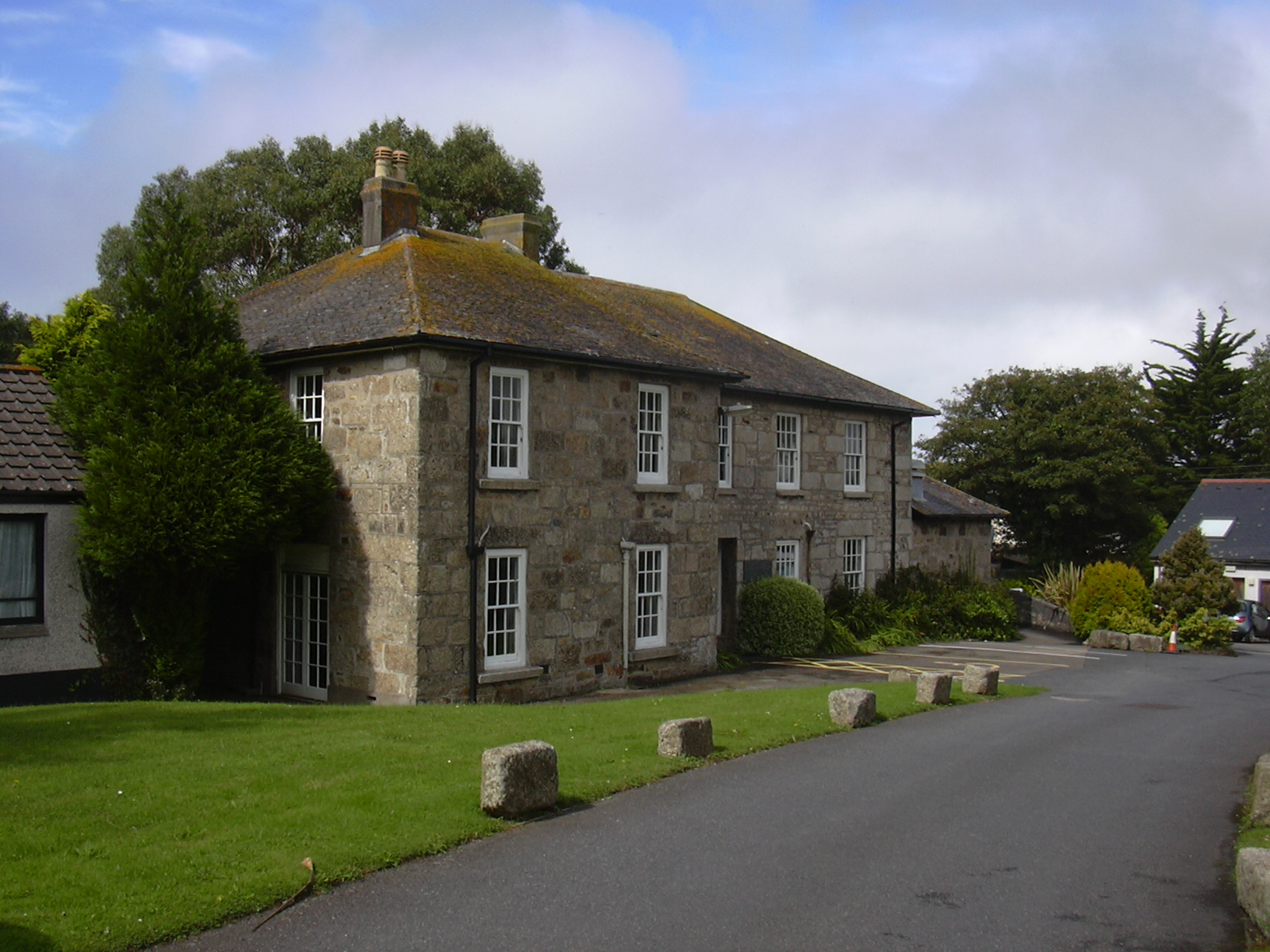
Bospowes, la maison à Hayle où Jenner vivait avec son mari à partir de 1909

Jenner et son mari sont de fervents Jacobites, rejoignant l'Ordre de la Rose Blanche dans le cadre du renouveau néo-jacobite. Ils retournent à Hayle, la ville natale de Jenner, en 1909 et s'immergent dans la culture cornique, vivant dans une maison qu'ils appelèrent Bospowes. Ils travaillent ensemble sur la renaissance de la langue cornique et sur l'Art sacré.
En 1904, Jenner devient barde et reçoit le nom de Morvoren à Gorsedd Cymru. En août 1928, dix Corniques sont initiés comme bardes dans un Gorsedd à Treorchy et prévoient de créer un Cornish Gorsedh pour promouvoir la langue et la culture cornique. Jenner et son mari rejoignent le groupe pour former le Conseil de Gorsedh Kernow. Le premier Gorsedh a lieu au cercle de pierres de Boscawen-Un en septembre 1928.
Dans les années 1900, Jenner publie trois ouvrages non romanesques sur l'utilisation des symboles dans le christianisme. Se référant à son ouvrage Christian Symbolism (1910), D. H. Lawrence écrit : « Il est nécessaire de saisir le Tout. Enfin, je l'ai compris ». Après avoir lu le livre, il commence à utiliser le phénix comme emblème. Jenner a expliqué la signification symbolique du phénix dans son livre comme étant « la résurrection des morts et son triomphe sur la mort », commentant que « le phénix en lui-même était un emblème reconnu de la résurrection du Christ ».
Jenner écrit et illustre In the Alsatian Mountains: A Narrative of a Tour in the Vosges (With a Map) (1883) qui rend compte d'une tournée européenne effectuée en 1882 et est dédiée à sa fille Ysolt. Elle publie un livre de poésie intitulé Songs of the Stars and the Sea en 1926.
Jenner est décédée chez elle d'une myocardite le 21 octobre 1936. Elle laisse environ 23 000 £ dans son testament (équivalent à 
1 600 000 £ en 2015). Elle est enterrée avec son mari à Lelant, dans l'ouest des Cornouailles.